# Erfurti dóm
Az Erfurti Szűz Mária-székesegyház (németül: Hohe Domkirche St. Marien zu Erfurt), vagy ismertebb és rövidebb nevén erfurti dóm Türingia székhelyének, Erfurtnak legfontosabb és legrégebbi egyházi épülete. A templom 81,26 méter magas, és legfőbb nevezetessége a világ legnagyobb szabadon lengő középkori harangja, a Gloriosa. A templom csak rövid ideig, a 8. század közepén volt püspöki székhely, és a középkor folyamán a 19. század elejéig a Mária-kolostor kollégiumának székhelye volt. 1994 óta ismét az újonnan létrehozott Erfurti egyházmegye székesegyháza és a székesegyházi káptalan székhelye.

## Története

### A kora középkori és román templom
A mai Szűz Mária-templom első elődjét állítólag Bonifác püspök építtette 752-től; nem tudni, hogy ez hol és milyen formában történt. Az 1991-ben egy orgonaszerelés alkalmával végzett régészeti vizsgálatok során a mai hajó nyugati oldalán, három méter mélységben egy egyszerű falazatból készült nyugati apszist találtak, amely a 9. századra datálható. Wolfgang Timpel ásatásvezető lehetségesnek tartotta, hogy már az első templomhoz tartozott, és a 8. században épült. Az újbóli vizsgálat kimutatta, hogy ez az apszis egy újabb korból, valószínűleg a 12. századból származik.
A templomot 1117-ben említik először írásban. Erfurt főtemplomának, a major ecclesiának az összeomlásáról 1153-ban számoltak be. 1154-ben megkezdődött egy késő román kori bazilika építése a mai Dóm-hegyen. Nem lehet azonban teljes bizonyossággal feltételezni, hogy a Bonifác-féle templom 1153-ig állt, és azt sem, hogy az épület valóban összeomlott volna. Sokkal valószínűbb, hogy a kanonokok és a mainzi érsek azért építtettek új templomot, mert nem akartak lemaradni a szomszédos Szent Szeverin-templom és a Szent Péter-kolostor újjáépítésétől, amely 1142-ben tűzvészben pusztult el. Lehetséges azonban, hogy a tűz részben a Mária-templomra is átterjedt.
Az építkezés gyorsan haladt, mivel 1154-ben az építkezés során két temetkezést fedeztek fel, amelyeket a szentéletű püspökök, Adolar és Eoban maradványaiként azonosítottak, ami a hamarosan következő adományokkal és felajánlásokkal együtt jelentősen hozzájárult az építkezés finanszírozásához. A templom 1170-ben már használható volt, mivel ebben az évben I. Barbarossa Frigyes császár lovaggá ütötte itt III. Lajos türingiai tartománygrófot, Vaskezű Lajos fiát.
A székesegyház berendezésének két legrégebbi darabja is ebből az időszakból származik, az úgynevezett „Wolfram-gyertyataró” és a stukkóból készült román kori Madonna, mindkettőt 1160 körülre datálják. A Wolfram-gyertyatartó egy két kinyújtott kezében gyertyát tartó férfit ábrázoló bronzszobor, amely valószínűleg a magdeburgi öntödében készült, és Németország egyik legrégebbi szabadon álló bronzszobra. A szobor neve nem az azonos nevű kémiai elemre utal, hanem az adományozó Wolfram személyére, akit feleségével együtt „Hiltiburc” néven neveznek meg a függő övvégeken található cizellált feliratban, nagy valószínűséggel azonos volt egy mainzi miniszteri Wolframus scultetusszal, aki 1157-ben kétszer is szerepel oklevelekben.
A templomot 1182. június 20-án szentelték fel. Valószínűleg ez volt a teljes felszentelés időpontja, bár ekkorra még nem fejeződött be az összes építési munka. Ezt erősítik meg a tornyok befejezéséről szóló hírek és az 1253. október 5-i újabb felszentelés, amelyet gyakran a román stílusú épület befejezéseként említenek, különösen a régebbi szakirodalomban. Ez azonban csakis az átalakítási vagy bővítési munkálatok utáni újraszentelés lehetett. Valószínűleg a szentély boltozatára utal, amely legalább 1238-ig lapos tetővel rendelkezett.
Az 1184-es erfurti latrinabaleset során a székesegyházi provizórium tanácstermének nagy része VI. Henrik király, később német-római császár látogatása alatt leszakadt. A jelenlévők közül mintegy 60-an, köztük a nemesség számos tagja, többnyire úgy haltak meg, hogy a második emeletről az alatta lévő latrinagödörbe zuhantak, és megfulladtak az ürülékben.
A 12. század második feléből származó román stílusú épületből, amely egy kereszt alaprajzú bazilikáris elrendezésű templom volt, megmaradtak a tornyok alépítményei, amelyek mindegyike két négyzet alaprajzú pinceszintű, valamint a nyugati oldalon csatlakozó kórus helyiségek és a kereszthajó egyes részei. A nyolcszöggé összeolvadó toronyszintek a 12. század végéről és a 13. század első feléből származnak. A déli torony 1201-ben, az északi torony 1237-ben készült el; később mindkettőt többször módosították, majd a 15. században átépítették.

### Gótikus átépítések
Más székesegyházakhoz és kollégiumokhoz hasonlóan a gótikus korszakban is egyre nagyobb és világosabb lett a templom és azon belül is a kórus, mivel a székesegyházi kanonokok számára már nem volt elegendő hely. Számuk több alapításnak köszönhetően jelentősen megnövekedett, és több mint 100, ünnepnapokon akár 300 klerikus is részt vett az ünnepi szentmiséken.
Az 1280-as években ezért megkezdődtek a munkálatok egy új, nagyobb, poligonális végű kórus hozzáépítéséhez. Az első kórusbővítményt 1290-ben szentelték fel. Ezután kezdődött a központi torony bővítése, amely 1307 előtt fejeződött be. Ez szolgált haranglábként a mindenkori Gloriosa harang számára, amelyet először 1251-ben szenteltek fel. Időközben a harangot többször újraöntötték, az utolsó alkalomra 1497-ben került sor, ekkor készült a mai harang.
Mivel a bővítés nem bizonyult elégségesnek, így a 14. században a kórust ismét jelentősen kibővítették, és a templom többi részén is kiterjedt átépítéseket végeztek. Az 1349-ben folytatódó, 5/8-os végződésű, úgynevezett magas kórust az 1370 és 1372 között regnáló Friedrich Rudolf von Stollberg, Constancia szuffragén püspöke szentelte fel. A székesegyház a kor népszerű építőanyagából, seebergi homokkőből épült, amely a Gotha melletti Großer Seebergről származik.
Külön említést érdemel a kései gótikus ólomüvegablak-ciklus (1370-1420 körül) a magas kórusban, amely az egyik legjobban megőrzött Németországban, valamint a kórus nagyrészt eredeti belső díszítése. A kórus karzatát 1329-ben készítették. Dendrokronológiai datálása azt mutatja, hogy az építési munkálatok tervezése jóval előrébb járt a tényleges építés állásánál. 1329-ben a magas kórus falainak csak a legalsó méterei készültek el, az építkezés megszakítása után csak 1349-ben itt folytatódott a munka.
A kórus hatalmas alépítményeken áll, amelyeket 1329-ig kellett felépíteni a székesegyházdomb keleti irányú mesterséges meghosszabbításához. Ezeket az alépítményeket cavatesnek nevezik, ami a latin cavare = „kivájni” szóból származik. A középkorban és az újkorban is épültek itt házak, amelyeket a 19. században lebontottak. A kórus jelenlegi megjelenése is ebből az időszakból származik, amikor a fal tetején lévő attika és a fiálék, a támpillérek előtti szentek szobrai és egyéb berendezési tárgyak újonnan készültek. Ezzel szemben a külső szószék az egyik kávaoszlopon még középkori. Az altemplom – a kripta elnevezés nem lenne teljesen helytálló – a káptalanházzal egy időben épült, és 1353-ban szentelték fel. A gótikus altemplom egyszerre volt istentiszteletek körmenetek helyszíne. A feljegyzések szerint a Szent Vér-körmenetet a kórus körül végezték, ebben a funkciójában nem igényelt közvetlen átjárhatóságot a templomhoz, de a körmenethez két szemközti ajtóra volt szükség.
A kápolnák építésével egy időben, 1330 körül az északi kereszthajó szögleténél egy szabályos háromszög alaprajzú boltozatos főbejáratot emeltek. Ez mindkét irányba egy-egy gazdagon díszített bélletes portállal rendelkezik, amelyeken a tizenkét apostol, valamint a bölcs és a bolond szüzek példabeszédbeli történetének szoborfigurái láthatók, amelyet Ecclesia és Synagoga szimbolikus szoborpárosa szegélyez. A bejáratok fölött látványos mérműves díszítés látható. Összességében ez a megoldás szokatlan, mivel a székesegyháznak nincs reprezentatív, portállal ellátott nyugati homlokzata, hanem északkelet felől látható. Ez elsősorban a dombon korlátozottan rendelkezésre álló hely miatt van így, amelyet még meg kellett osztani a mellette álló Szent Severus-templommal és a székesegyháztól keletre fekvő fontos középkori várossal is.
Egy 1452-ből származó jelentés szerint a templomhajót az összeomlás veszélye fenyegette. Bár ez nem teljesen valószínűtlen, mivel a román kori hajó még használatban volt, valószínűleg inkább a szomszédos Szent Severus-templomhoz hasonló modern épület iránti vágy késztette az új templom építésére, mivel az már a 14. század közepén kapott egy új templomhajót egy tűzvészt követően.
1455-ben a templomhajót végül lebontották, és megkezdődött egy új, késő gótikus csarnoktemplom építése. Az átalakítás oka nyilvánvalóan az volt, hogy a kanonokok több helyet akartak biztosítani a gyülekezet számára. Az építkezés finanszírozásához azonban a polgári lakosság önálló hozzájárulása is jelentős lehetett. A templom 1465 körül újra használatba vehető volt, mivel a nyugati portálon keresztül egy úrnapi körmenetről is tudósítanak. Nem ismert, hogy a templomhajó mikor készült el. A késő gótikus csillagboltozat a kereszthajó déli oldalán valószínűleg szintén a 15. század utolsó harmadából származik, és feltehetően egykor Szent Adolar és Szent Eoban ereklyéit tartalmazó tumbák helyét jelölte, ezek ma az altemplomban láthatók.

### A középkori klauzúra épületei
A világiak elől elzárt klauzúra kiépülése is a 13. században vette kezdetét. A székesegyháztól délre fekvő kerengő ma három részre tagolódik, és egy kis kerengőudvart vesz körül. A nyugati és a déli oldalon a hagyományos egyhajós kerengőszárnyak találhatók, míg az északi szárnyat a késő gótikus hajó építésekor lebontották. Ezzel szemben a keleti kerengőszárnyat kéthajós kialakításban építették fel,ez az úgynevezett úgynevezett Kunigunda-csarnok. A termet a káptalani ülésekhez használták, és valószínűleg a tornyok 1230/1240-es befejezésével egy időben épült. A kerengő többi részét a 13. század közepétől a 14. század közepéig szakaszosan építették és alakították át, a keleti szárnyat pedig utólag, a 14. század közepén boltozták be. A klauzúra épületeit a következő időszakban, különösen a 19. században szintén jelentősen átalakították. A keleti szárnyban lévő Szent Kelemen és Justus- kápolna egyhajós, csillagboltozatos, 5/8-os végződésű terem, amely 1455-ben készült el, és tengelye a korabeli német templomok egy részéhez hasonlóan szintén észak felé elhajlik.

### Újkori átépítések
A harmincéves háború alatt a város és a templom többször is tulajdonosváltáson ment keresztül; időnként a kolostort fel akarták oszlatni és átadni a jezsuitáknak, amit a káptalan megakadályozott. 1697 és 1706 között készült el a hatalmas barokk főoltár, amelyet a kórusban helyeztek el, hogy a liturgikus ünnepeknek grandiózusabb keretet adjon, és a külvilág felé is demonstrálja a mainzi érsek győzelmét a protestáns város felett. A mainzi érsek egyre inkább elvesztette érdeklődését a kolostor iránt, és a 17-18. században alig végeztetett karbantartási munkálatokat. Miután a tornyok 1717-ben leégtek, csak egy lapos szükségtetőt húztak fel a helyükre.
A napóleoni háborúk idején a Domberget és a Petersberget erőddé alakították, a székesegyházat pedig a megszálló francia csapatok istállónak használták. Az 1813-as felszabadító háborúk során a bombázások során a Dóm tér teljes sűrű beépítése a kúriával együtt megsemmisült. A székesegyházi kolostort 1803-ban, majd végül 1837-ben a szekularizáció során feloszlatták, és ettől kezdve plébániatemplomként szolgált. 1854-ben a templomot provizoriális plébániatemplommá emelték. 1828-ban az akkor már Porosz Királysághoz tartozó Erfurtban átfogó purista restaurálási és átalakítási program kezdődött, amelynek során a késő gótikus kontytetőzetet 1868-ban alacsonyabb nyeregtetőre alakították át. Ezek az intézkedések nagyrészt 1900 körül fejeződtek be. Az erfurti dóm ekkor érte el a pontos mérések szerinti 81,26 méteres magasságát.
A második világháború idején Erfurtot ért légitámadások miatt a két szakrális és kulturálisan értékes épületben található műalkotások védelme a templom és a műemlékvédelem felelősei számára kiemelt prioritás volt. Joseph Freusberg székesegyházi provizor, Hermann Giesau tartományi kurátor tanácsára, kiemelkedő szolgálatokat tett ebben a tekintetben. A templomi berendezési tárgyak nagy részét a templomok belsejében, lehetőleg pinceboltozatokban történő áthelyezéssel, valamint erős téglafalazással és vasbeton burkolatokkal biztosították. Magukat az épületeket a környékbeli aknabombák detonációi és számos gránátbecsapódás súlyosan megrongálták, bár nem kaptak közvetlen találatot. Ez különösen a tetőfelületeket és a mérműves ablakokat érintette. A magas kórus késő középkori ólomüvegablakai az 1940/41-es korai eltávolítással megmenekültek, míg a székesegyház főhajójában lévő, el nem távolított neogótikus ólomüvegek a légitámadások során összetörtek. A székesegyház helyreállítása egészen 1951-ig tartott.
A kiterjedt helyreállítási munkálatok 1965-ben kezdődtek. 1968-ban, 100 évvel az átépítés után, a neogótikus tetőt a nyugati nyeregtetőn lévő Szűz Mária mozaikképpel együtt eltávolították, és egy új, a késő gótikus stílusnak megfelelő tetővel helyettesítették. A templom restaurálása az 1970-es évek végén és az 1980-as években folytatódott, egészen 1997-ig.
1994-ben, négy évvel a német újraegyesítés után a németországi római katolikus egyház egyházmegyéit átszervezték; a plébániatemplomot közel 1200 év után az újjáalakult Erfurti egyházmegye székesegyházává emelték.

2018 októberében bejelentették, hogy a főportál felújításra szorul.

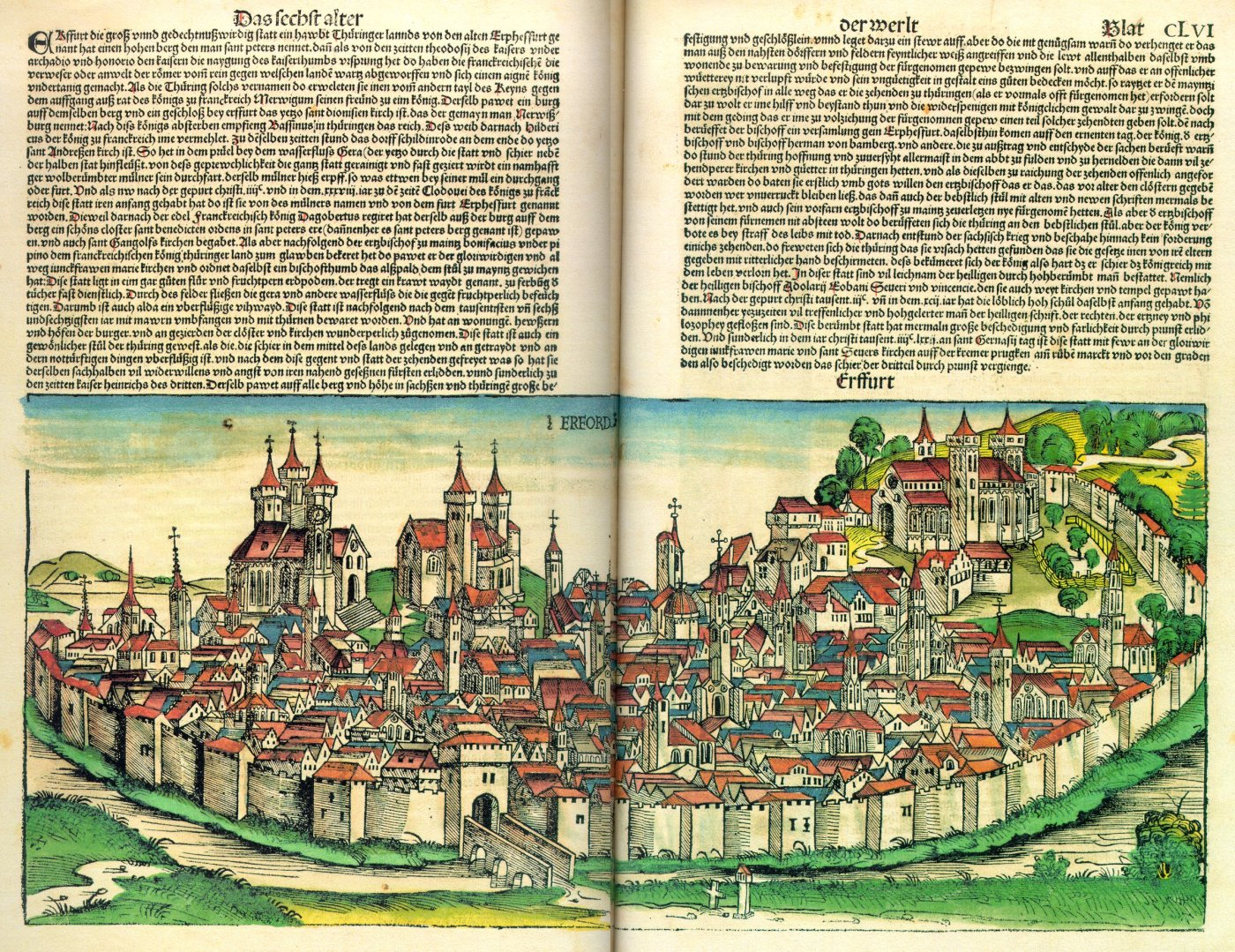
Erfurt 1493-as ábrázolása a Nürnbergi Krónikában. A dóm a metszet bal szélén látható.
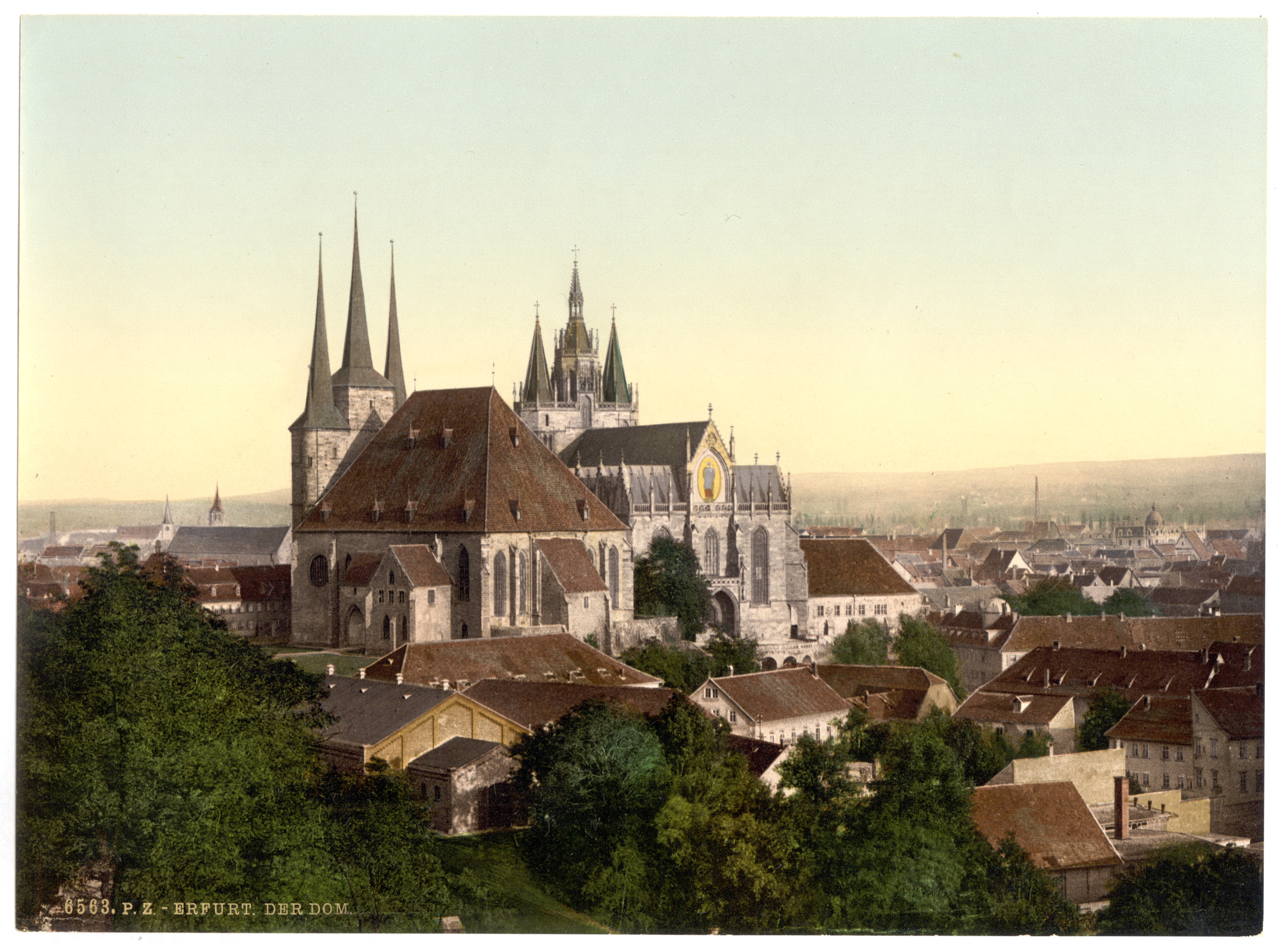
A Domberg 1870-ben
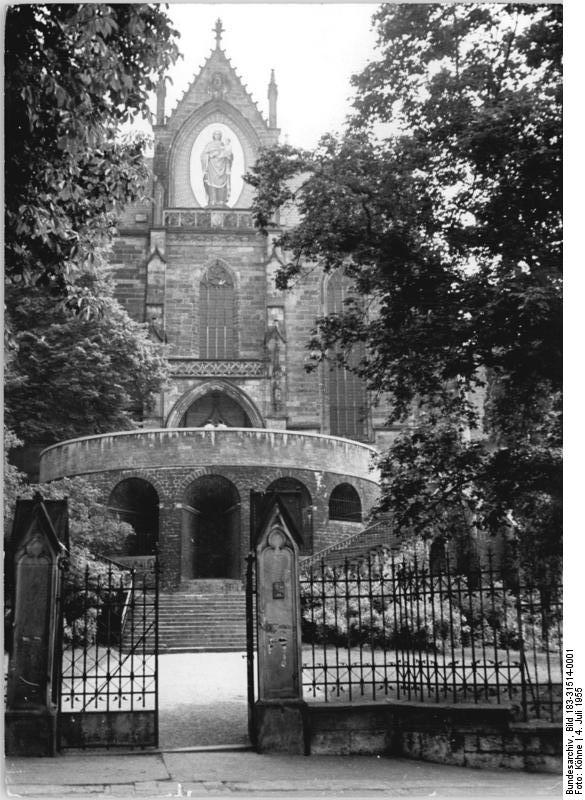
A Szűz Mária-kép áthelyezése előtt 1955-ben
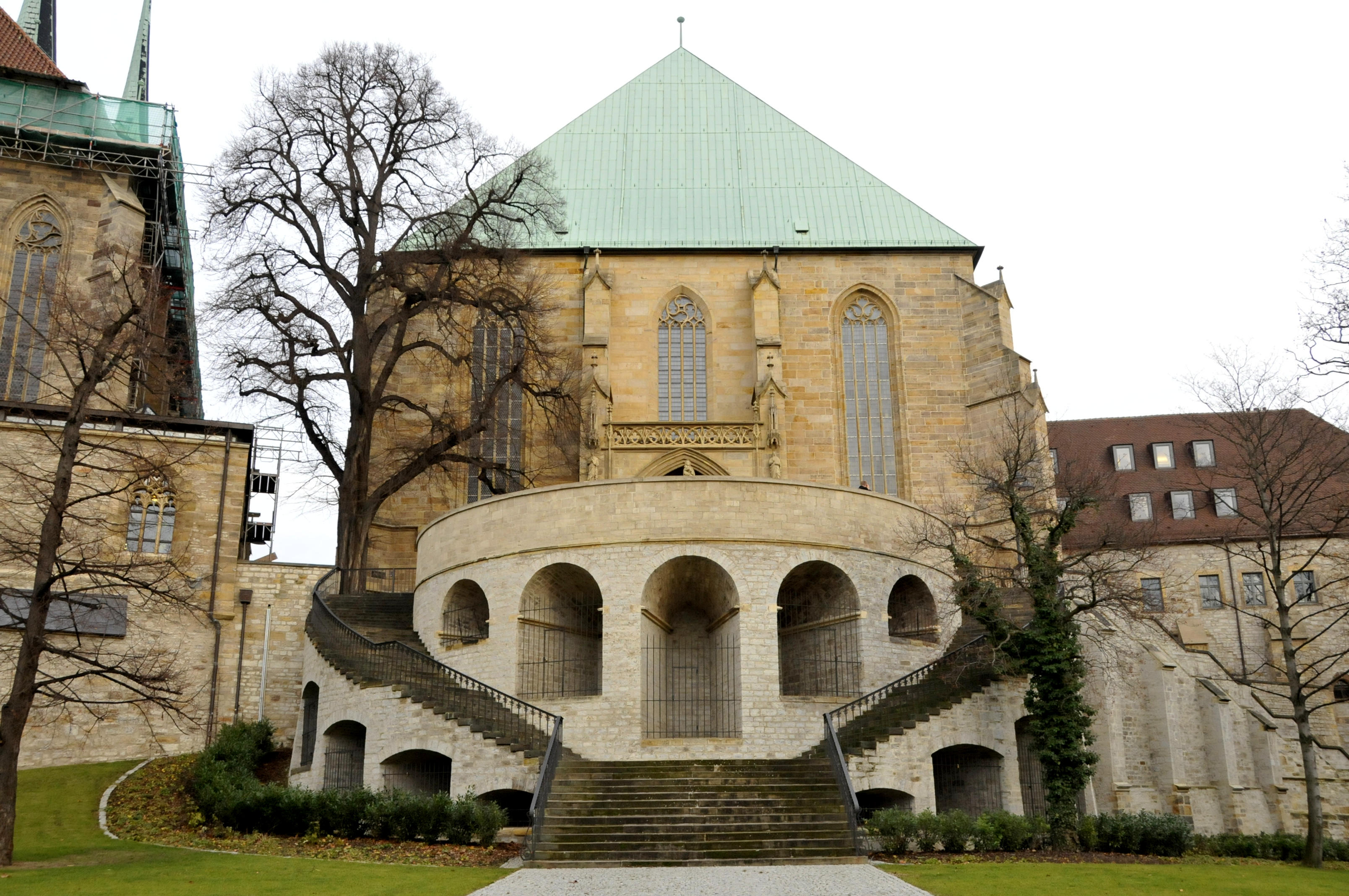
A jelenlegi állapot
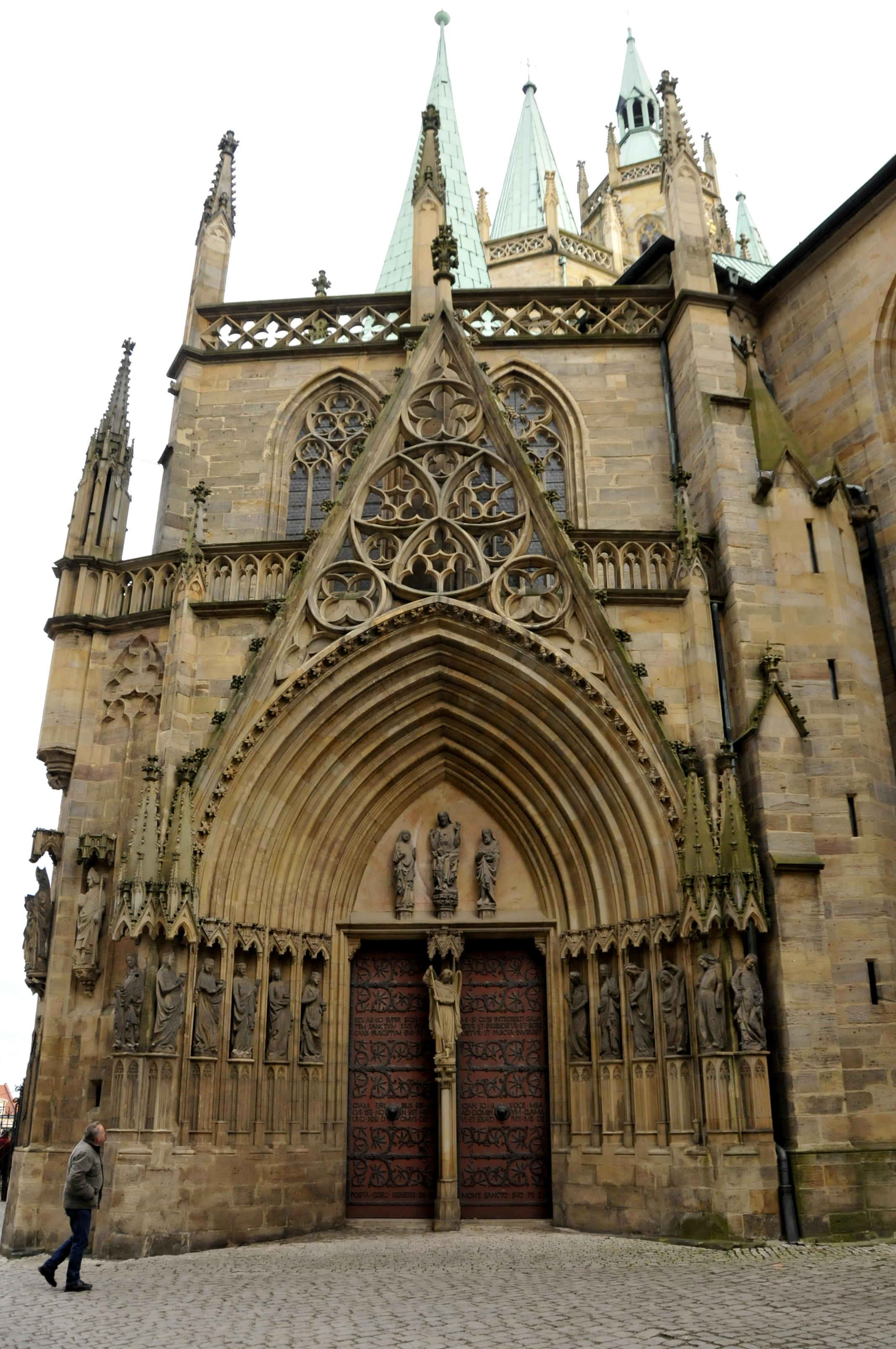
A háromszög alaprajzú portál

## Építészeti jellemzői

### A kórus üvegablakai
A kórus 18,6 méter magas és 2,60 méter széles, négysávos ablakai késő gótikus ólomüvegablakai különböző tematikával rendelkeznek. Az együttes 1370 és 1420 között készült, és a maga nemében az egyik legnagyobb Németországban. A 15 ablakból 13 még szinte teljesen középkori, a mintegy 1300 egyedi üveglapból 895 középkori. A keleti ablak, amely Szűz Mária életéből vett jeleneteket ábrázol, csak maradványokban maradt fenn, valamint kisebb javítások az 1897 és 1911 közötti időszakból teszik teljessé a régi állományt. Az ablakok restaurálását Alexander Linnemann és Otto Linnemann frankfurti ólomüvegablak-műhelye végezte. Ekkoriban új ablakokat is terveztek. Az erről szóló anyag a Linnemann-archívumban található. 
Erfurt 1811-es napóleoni megszállása idején az ablakok egy részét Párizsba vitték, és soha nem tértek vissza onnan. Egy új restaurálási koncepciót követően a déli oldal két nyugati ablaka pótolva lett, ezek Charles Crodel 1960-62 között újonnan készített alkotásai a középkor képi világával.
A csúcsablak jobb oldalán a teremtés és az ősidők ábrázolása látható Bábel tornyáig bezárólag (Mózes 1. könyve), bal oldalán Krisztus szenvedése a feltámadásig. A déli oldalon Ábrahám, Jákob és József pátriárkák története, az utolsó ablak a késő gótikus szent szüzeket ábrázolja, az északi oldalon az apostolok és apostolok vértanúsága, valamint Alexandriai Szent Katalin, Szent Eustachius, Szent Bonifác és Szent Heléna legendája látható.
Az ablakok a kórus építése után egymás után készültek, és három csoportra oszthatók: A legrégebbi nyolc ablak az úgynevezett kis alakos csoportba tartozik (Euszták, Szent Katalin, apostolok vértanúsága és a passió-ablakok az északi oldalon, a Teremtés, Ábrahám, Jákob és József ablakai a déli oldalon). Jellemzőek a túlnyomórészt zömök, nagy fejű és kezű alakok. A mezők szorosan kitöltöttek. Cseh és délnémet minták hatására készültek, és a kórusépítési időszak végére, 1370 és 1380 környékére datálhatók. A második csoportot egyalakos csoportként ismerjük. Ide tartozik a kórus északkeleti oldalán lévő apostol-ablak és a keleti oldalon lévő központi Mária-ablak, amelyet valószínűleg a főoltár átépítése során távolítottak el, és azóta nagyrészt eltűnt. A csoportot az egyes üveglapokon elterülő szentek ábrázolása jellemzi, lágyan drapírozott köntösökkel, elhanyagolva a testiséget és a merészen kidolgozott belső rajzot. Az úgynevezett nagy alakos csoport ablakai közé tartoznak a Bonifác- és a Szent Heléna-ablakok (az északi oldal két nyugati ablaka), valamint a Tiefengruben-ablak. Utóbbi a nevét az azonos nevű székesegyházi plébánosról kapta, aki az ablakot adományozta, és akit az térdelve ábrázolnak rajta. Őt 1403-ban említik a dokumentumok, ezért az utolsó ablak is erre az időre datálható. Az első két ablak esetében úgy vélik, hogy azokat talán az 1416-os székesegyházi tűzvész után újították fel nagyobb léptékben, és 1420 körül fejezték be. A Csehországon keresztül közvetített „puha stílus” hatása itt egyértelműen kimutatható.

1940/1941-ben a középkori székesegyházi ablakokat eltávolították és a kripta alatti pinceboltozatban tárolták, a légi bombázások miatt szervezett védelmi intézkedések részeként. Az 1913-ból származó „Erzsébet-ablakok”, amelyeket nem távolítottak el, 1944/1945-ben a bombatámadások lökéshullámainak áldozatául esett. Az évszázadok során a székesegyház ablakai gyakori restaurálásokon estek át. Ezek közül néhánynak negatív mellékhatásai voltak. Különösen igaz ez az 1947 és 1949 közötti, az ablakok helyreállítását megelőző felújítási munkálatokra. Az NDK idején az ablakok a székesegyház levegőjében lévő szennyező anyagok jelentős koncentrációjának voltak kitéve, valamint a szomszédos forgalom által a földön és a székesegyház feletti levegőben okozott rezgéseknek. Folyamatosan kiterjedt restaurálási munkálatokat végeznek: például az ablakok külső oldalán lévő „időjárási kéreg” eltávolítása, az ólomkeretek és az üvegek repedéseinek eltávolítása, valamint a belső oldalon lévő laza festékréteg megszilárdítása. A 2000-es évek elején az ablakok egy teljes körű felújításon estek át.

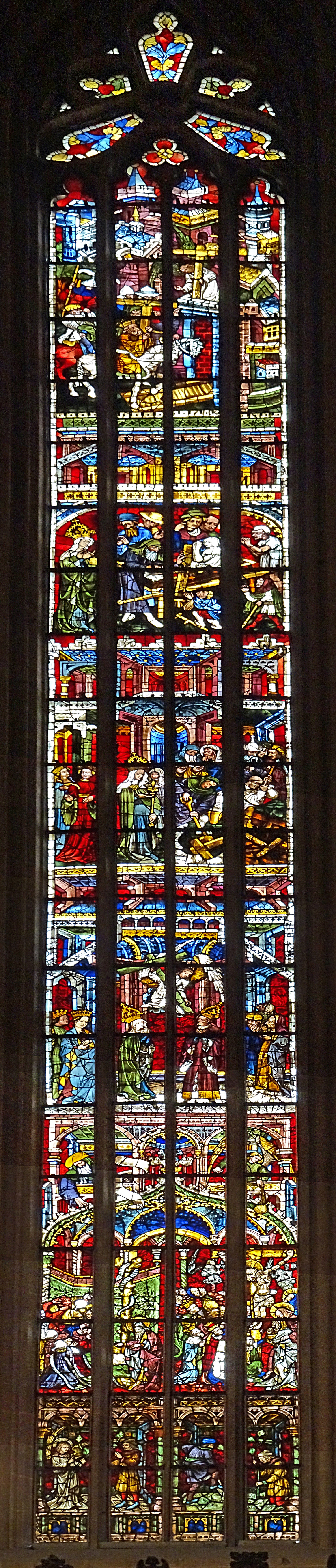
Helenafenster
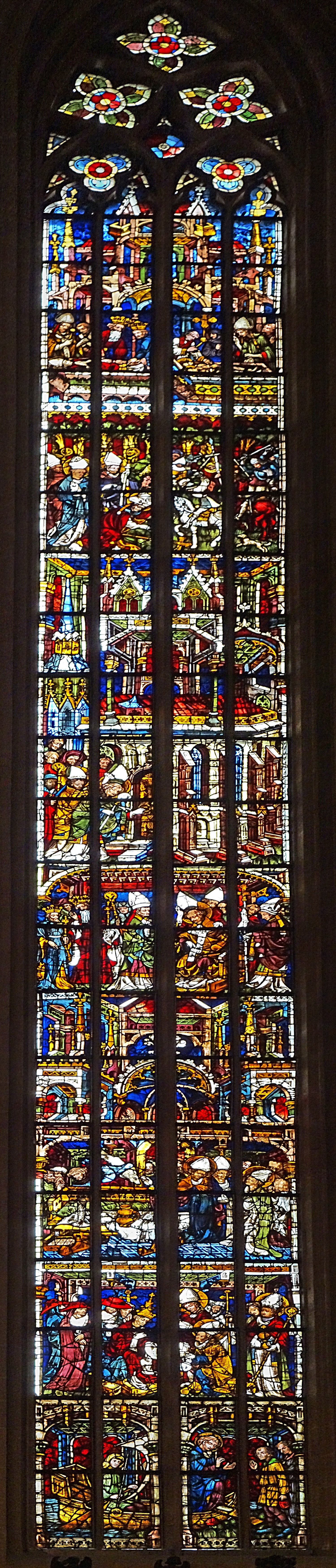
Bonifatiusfenster
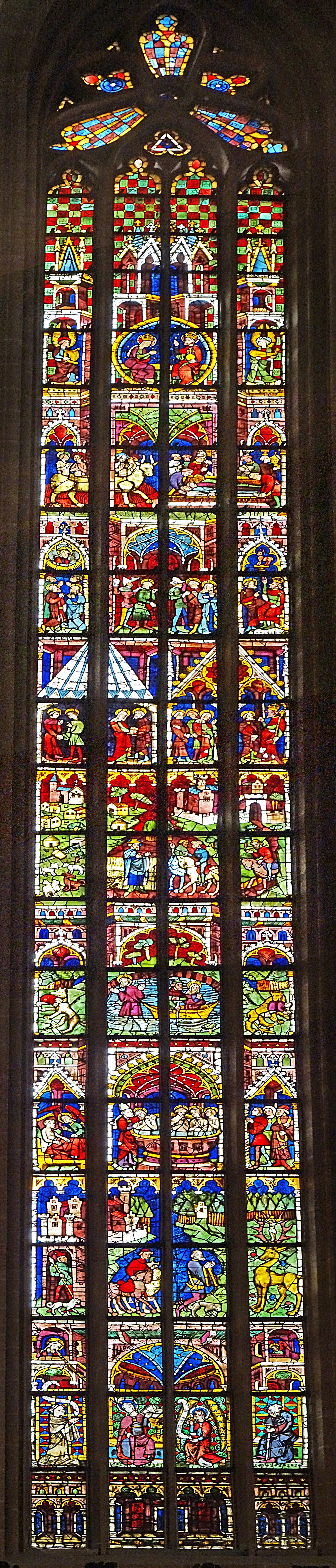
Eustachiusfenster
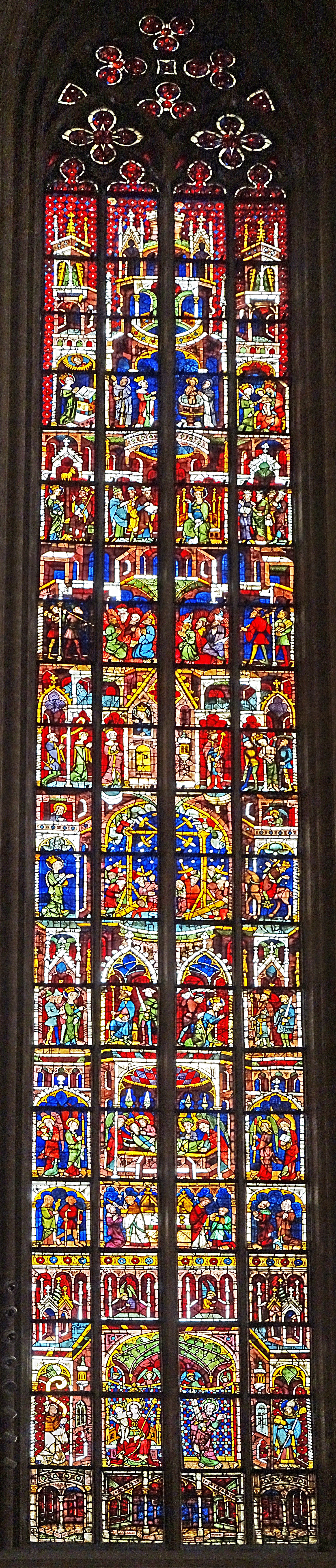
Katharinenfenster
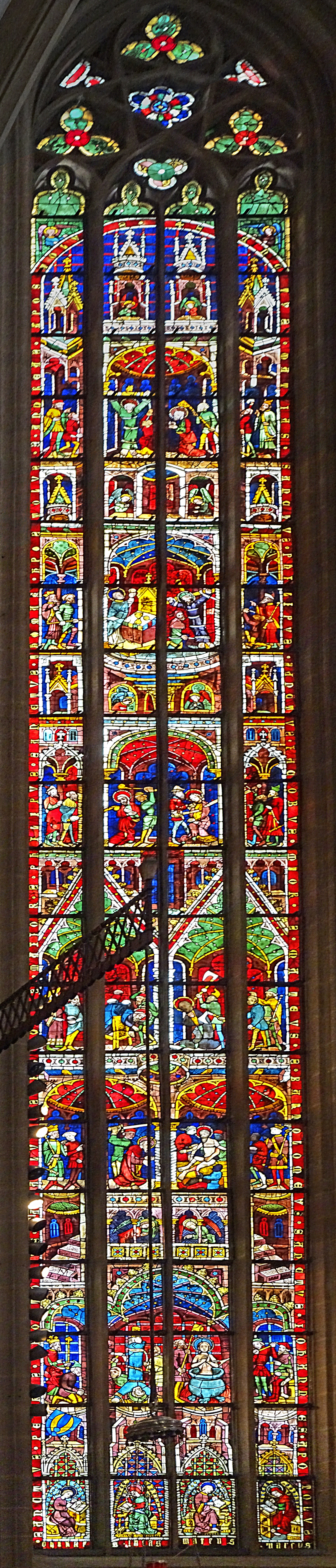
Apostelmartyrienfenster
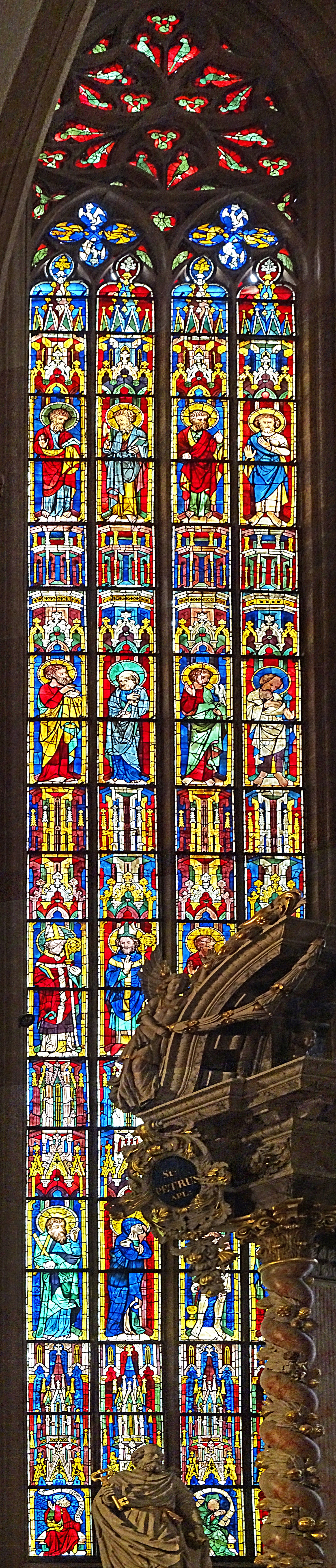
Apostelfenster
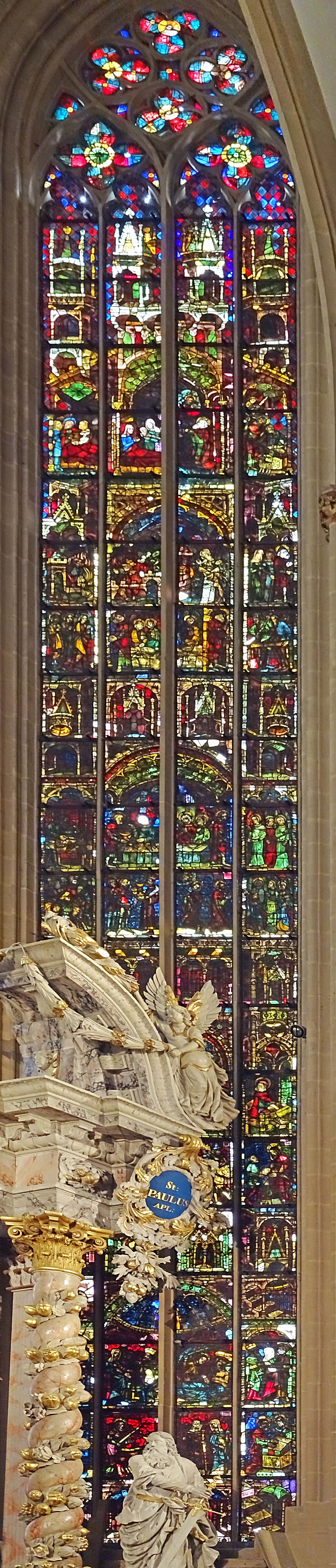
Abrahamfenster
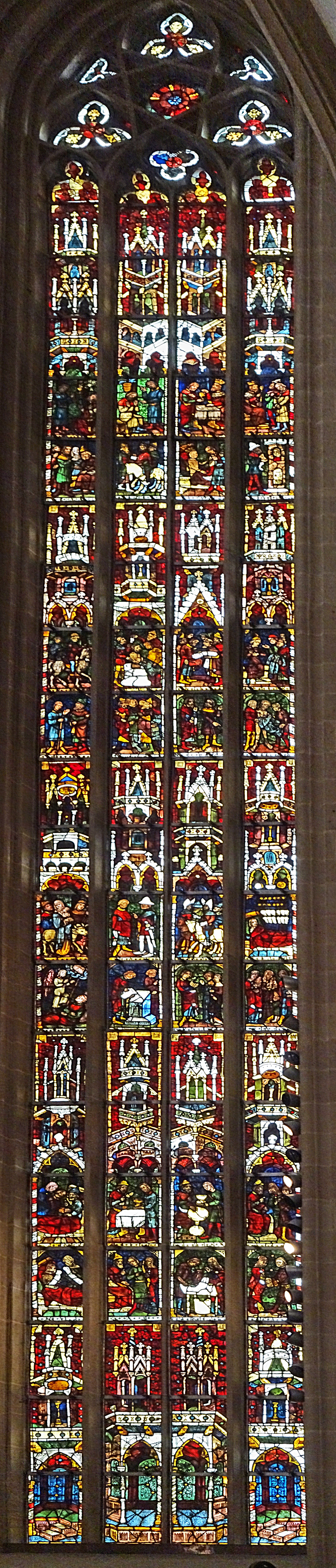
Jakobfenster
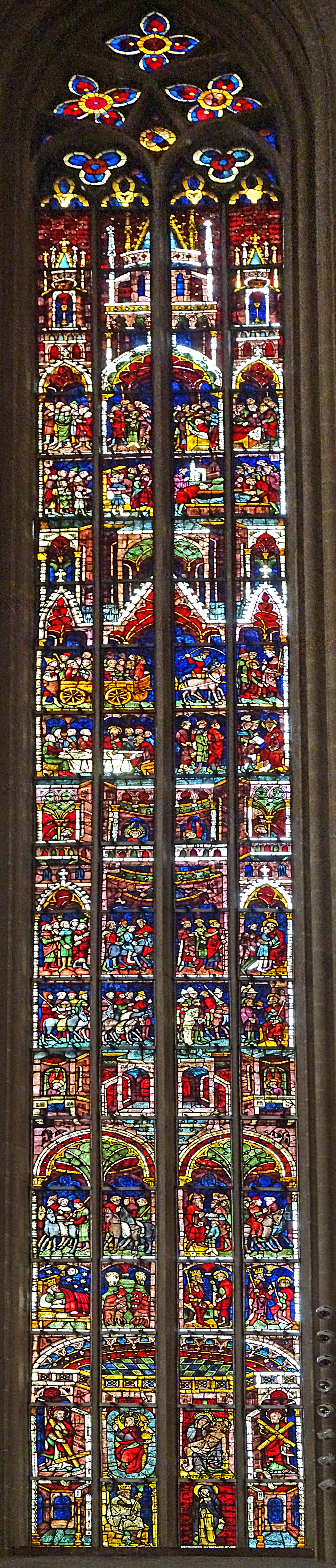
Josephsfenster
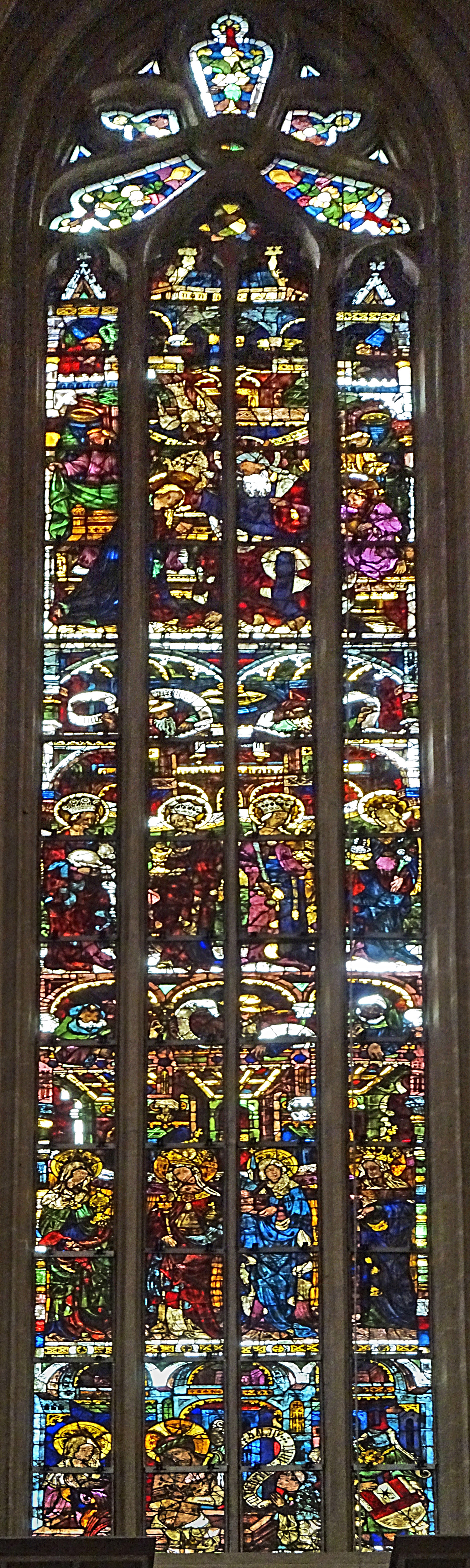
Tiefengrubenfenster

### Stallum

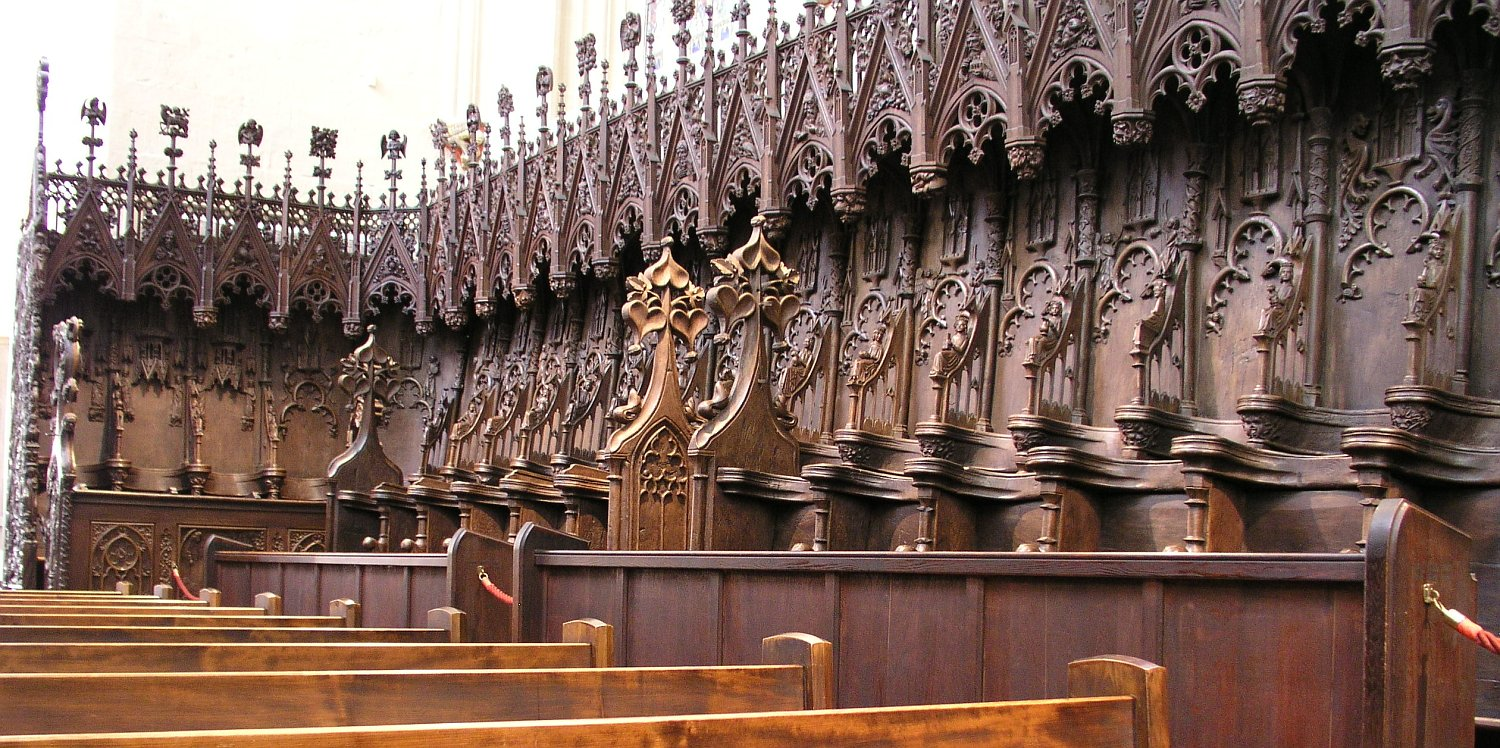
A stallum

Az ablakok mellett a kórus még mindig nagyrészt eredeti belső kialakítással rendelkezik. A stallum 89, egymás mögött elhelyezett ülőhelye két kettős, 17,5 méter hosszú sorban, valamint egy-egy sorban helyezkedik el a nyugati falak bal és jobb oldalán, amelyek a magas kórust a templom román kori részétől elválasztják. Az ülések tölgyfából készültek. Az erfurti kóruspad Németország egyik legkiterjedtebb és legjobb állapotban fennmaradt középkori stalluma, amely eredeti állapotában maradt fenn, és jobb minőségű, mint sok más püspöki székesegyházé.
Egy 2002 nyarán végzett dendrokronológiai vizsgálat segítségével sikerült bizonyítani, hogy az összes díszítő és szerkezeti elem, beleértve a fakazettákat is, 1328/29 telén kivágott tölgyfák faanyagából készült, amit valószínűleg nem sokkal később dolgozták fel. A korábban feltételezett 1360/1370-es dátumot e datálás miatt 40 évvel előbbre kell hozni. 1829/1830-ban és 1900-ban kiegészítéseket végeztek rajta, különösen a baldachinok területén, így azok eredeti formája már nem rekonstruálható. Ezenkívül az 50 támlából 36-ot és más részleteket is kicseréltek. Az értékes kóruspadokat a második világháború alatt úgy védték meg a bombarepeszektől, hogy befalazták és vasbetonlapokkal fedték be őket.
Mint minden kollégiumi templomban, minden kanonoknak megvolt a saját állandó helye a kóruspadban (stallus in choro), ahol szigorúan megkülönböztették őket rang szerint. A maiores praebendati, azaz a magasabb rendű kanonokok a magasabb, hátsó karzaton foglaltak helyet, amely sokkal gazdagabban volt díszítve. Alattuk helyezkedtek el a minores praebendati, azaz alacsonyabb rangú klerikusok, mint például a választott kanonokjelöltek, a plébánosok és a székesegyházi iskola növendékei. Ez utóbbiaknak gyakran bevésték a nevüket, ami a régebbi szakirodalomban zavart okozott a datálással kapcsolatban. A kórus nyugati oldalán található stallumok sora a legpompásabb és leggazdagabban díszített. Mindkét oldalon három ülőhely van, előttük pulpitusokkal, de ezek modern formájúak, csak a támlák maradtak eredetiek. Itt ültek a méltóságok vagy prelátusok, a káptalan méltóságai: a prépost, aki egyben fődiakónus, dékán, kántor, gondnok, iskolamester, és a hatodik széken talán a senior vagy punctator, vagy egy segédpüspök.
A program az Ó- és Újszövetség tipológiai szembeállításából áll. A köztes padokon és korlátokon zsáner jellegű jelenetek, grimaszoló arcok és lények is ábrázolva vannak. A székeken hiányoznak a szokásos misericordia („irgalom”), azaz kis támasztékkonzolok. A két nagy méretű nyugati támla különösen díszes. A déli egy tekergő szőlőtőkét ábrázol, két hal között Krisztus fejével, afölött pedig szőlőtermesztési és szüreti jelenetekkel. Fent Szűz Mária alakja látható kezében a kisdeddel, két háromágú árkádban a bűnbeesést ábrázolják. A szőlő Krisztus szimbólumaként értelmezendő, ahogy a bor is Krisztus vérét jelképezi. A szőlővel díszített medalionok tehát az eredendő bűnnek Krisztus áldozata általi legyőzésének allegóriái. Az északnyugati fal a kereszténység győzelmét mutatja a zsidóság felett az Ecclesia és Synagoga szimbolikus alakja közötti csatában, melyen egy ragyogó lovag száll szembe egy kocán ülő lovassal. Ez az ábrázolás valószínűleg az 1349/50-ben a környéken pusztító fekete halált kísérő zsidóellenes pogromokhoz is kapcsolódik. A korabeli hangszerekkel zenélő négy angyal fent és Dávid király hárfával és három zenésszel láthatóan a keresztény egyház győzelmét ünnepli.
A keleti háttámlák Szent Kristófot ifjúként ábrázolják délen, északon pedig Iskarióti Júdást, amint felakasztja magát egy fa ágaira, és egy gúnyosan rajta vigyorgó ördögöt. Jól felismerhető a minőségromlás és a legalább két alkotó, mivel a méltóságok és magas prelátusok stallumait a legjobb faragókra bízták.

### Főoltár

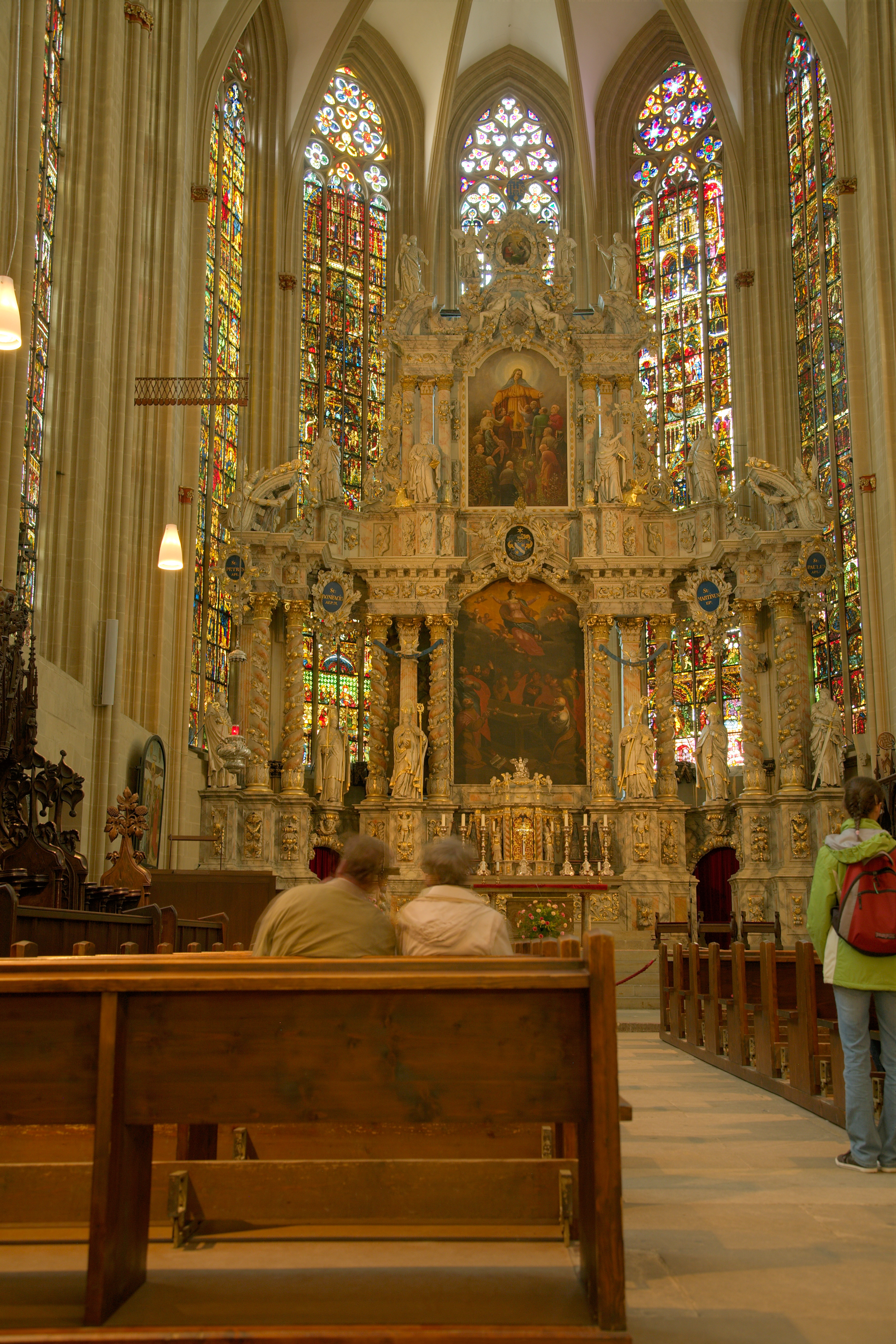
A barokk főoltár

A 16,5 méter magas és 13 méter széles barokk főoltár 1697 és 1707 között épült, és valószínűleg egy nagy gótikus szárnyas oltár helyére került. A tabernákulumon az 1697-es dátum szerepel, a kronológiai hagyomány szerint 1706-ban állították fel. Az oltár mestere Johann Andreas Gröber (1644-1709) faszobrász, aki körülbelül 1671-től haláláig az eichsfeldi Heiligenstadtban élt. Az ellenreformációval összefüggésben állították fel, és a mainzi érsek erfurti uralmának szimbólumaként értelmezendő. A főoltár 2000-ben teljes restauráláson esett át.
Maga az oltár egy magas, kétszintes posztamensből áll, amelyeket oszlopsorok választanak el egymástól. A széles, sokszögletű alsó szinten megcsavart oszloppárok állnak, amelyeket aranyozott szőlőlevelek fonnak körül. Ezek egy hatalmas, gazdag szobrászati díszítésű, a talapzat formáját idéző monumentális oromzatot támasztanak alá. A talapzat külső oldalán az apostolfejedelmek szobrai, balra Szent Péter, jobbra Szent Pál, majd balra Szent Bonifác, jobbra pedig Szent Márton, a mainzi érsekség védőszentjének szobra áll, az oltárkép mellett pedig Adolar és Eoban püspökök állnak egy-egy klasszikus bordázott oszlop előtt. A négy evangélista alakja a felső posztamensen áll. Csak a középső tengelyben van egy toldalék, amelyet egy ovális medalionkép és annak kerete koronáz. Szent József és Keresztelő János az oszlopokat lezáró félboltíveken áll. A medalionos képet felül Mihály és Rafael arkangyalok kísérik. Az oltár legtetejét egy Jézus-monogram (IHS) zárja.
Az alsó oltárkép a napkeleti bölcsek hódolatát ábrázolja, az ábrázolás Peter Paul Rubens azonos című festményén alapul. A kép Jakob Samuel Beck festőművésztől származik, aki 1736 és 1776 között Erfurtban tevékenykedett, és valószínűleg egy régebbi festményt helyettesít. Eredetileg a középpontban lévő Szentháromságot ábrázoló festmény is Beck alkotása volt; ma egy 1950-ből származó, barokk stílusú, védőköpenyes Madonnát ábrázoló festmény függ itt, amelyen a székesegyházi gyülekezet akkor még élő kortársai örökítették meg magukat. A legfelső szinti kartusban az angyali üdvözlet képe látható. A két oltárkép a nagyobb egyházi ünnepek („Theatrum sacrum”) szerint cserélhető.
A kórus déli falán függ a 18. századból származó Keresztre feszítés és a Szűz Mária mennybevétele című alkotás, valamint egy másik Beck-festmény, a Pásztorok imádása a 18. század második feléből. Monumentalitása ellenére az oltár a magas gótikus kórusnak van alárendelve, és a tengely ablakának kivételével a kórus ablakaira enged rálátást.

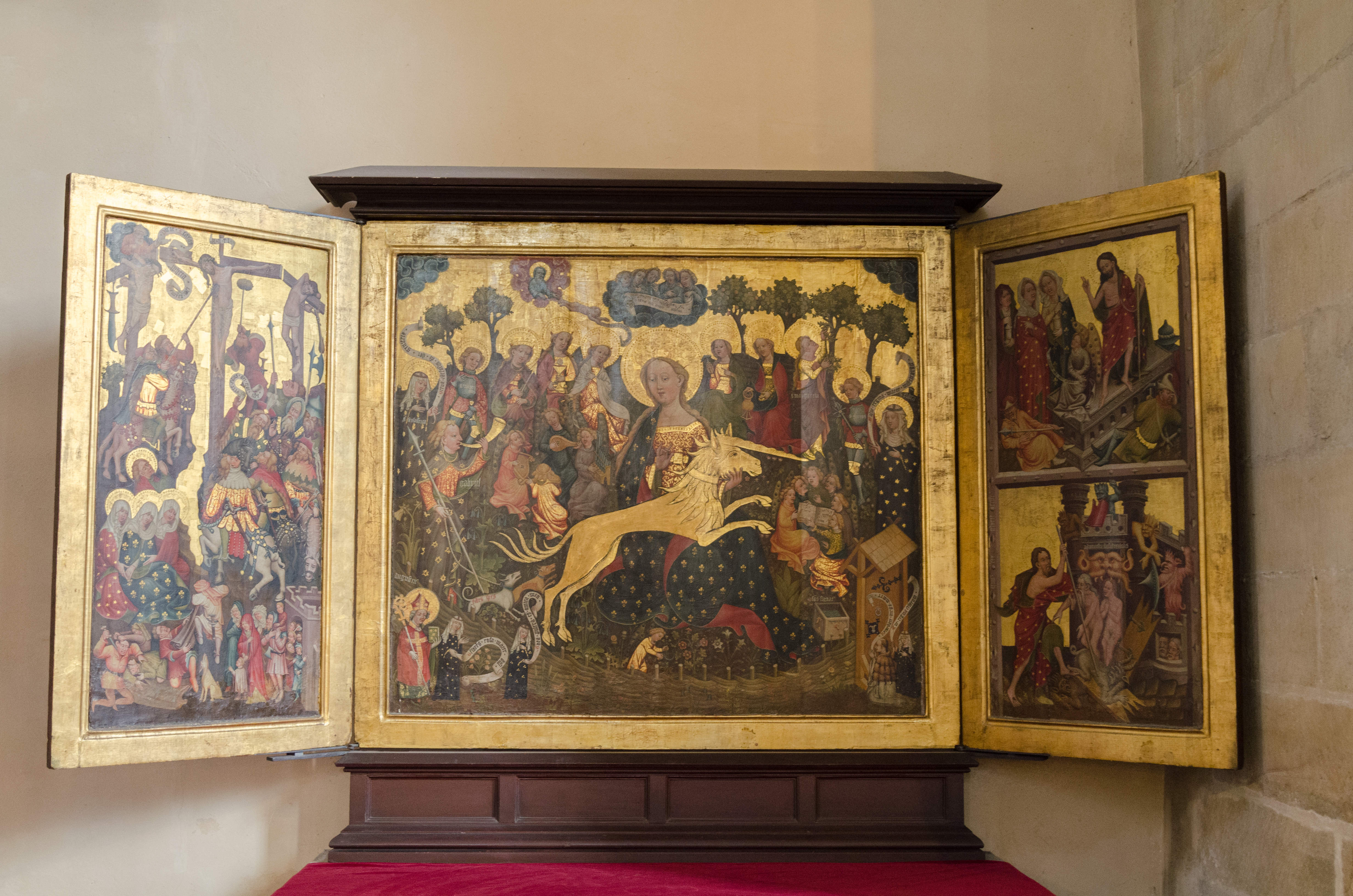
Az 1410-es évekből származó híres erfurti egyszarvús retabló

### Az egyszarvús retabló
Az 1410 és 1430 között készült, úgynevezett erfurti egyszarvús retabló a dóm egyik legismertebb kincse. Bár német nevén retablóként hivatkoznak rá, pontosabb megnevezéssel egy triptichon kialakítású szárnyas oltár.
A festett oltárkép középső táblája egy misztikus egyszarvú-vadászatot ábrázol, amelyen Gábriel arkangyal az egyszarvút Szűz Mária ölébe űzi. A képet a bal oldali táblán a keresztre feszítés ábrázolása, a jobb oldali táblán pedig Krisztus pokolba szállásának és feltámadásának ábrázolása szegélyezi. A név szerint nem ismert művész valószínűleg Erfurtban élt és tevékenykedett, és az „Erfurti egyszarvús retabló mestere” néven ismeri a művészettörténet.
A táblán a sötétebb háttér előtt aranyszínű egyszarvú látható, középen a Madonna ölében. A Kr. u. 2. századból származó írás, a Phüsziologosz 17. fejezetének egyik szakasza szerint a vadállatot csak egy tiszta szűz foghatta be, ha bizalommal közeledett hozzá, és ölébe tette a fejét. Ezt az epizódot már korán egy Krisztusra való allegorikus utalásként értelmezték: ő is Mária méhében fogant, majd később elárulták és megölték.

## Harangok
A székesegyháznak összesen 14 harangja van, amelyek különböző harangtornyokban és harangszékekben vannak elosztva. Mindegyik harang fa jármon van felfüggesztve, felülütősen szólal meg, és villamosítottak, meghajtásukat elektromos aszinkton motor végzi.  Rajtuk kívül a toronyban található a Johann Jacob Auch (Weimar 1853) udvari órásmester által készített mechanikus toronyóra szerkezete is, amelyet Steffen Willing (Gräfenhain) restaurált és javított meg a műemlékvédelmi rendeleteknek megfelelően.

### Gloriosa

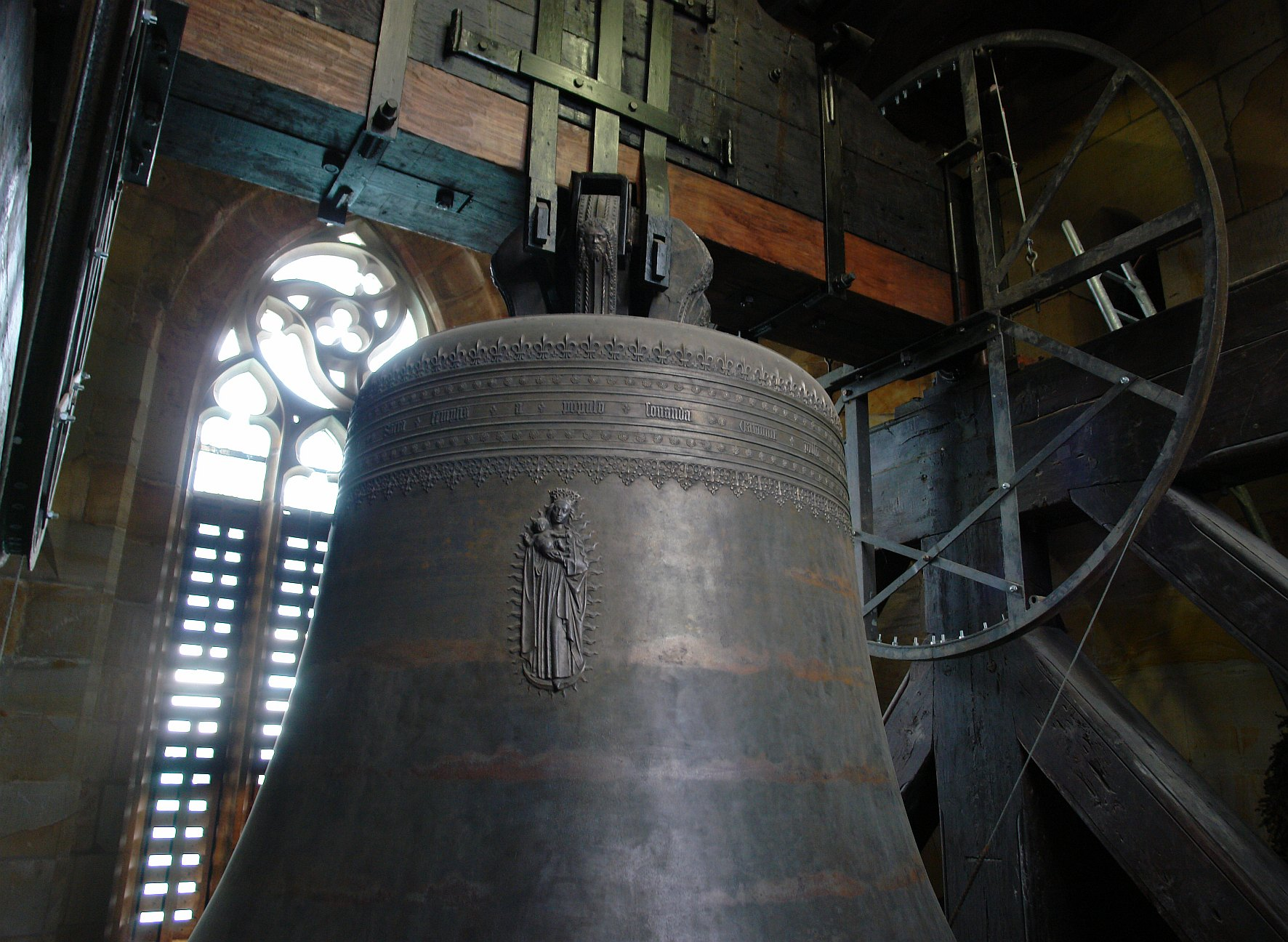
A világhírű Gloriosa harang Szűz Mária-ábrázolása

A dóm harangjai közül méretében és jelentőségében messze kiemelkedik a Gloriosa, amely a világ legnagyobb középkori szabadon lengő harangja, emellett a valaha készült egyik legszebb hangzású harangnak tartják, formája és harmonikus hangképe döntő hatással bírt a későbbi évszázadok harangtervezésére. A 11 450 kilogramm tömegű harang a középső torony alsó harangszékében található, és a hatrészes főhangzás (1-6. harangok) alapját képezi. A harangöntő művészet abszolút csúcsát képviseli; öntőmestere a hollandiai Kampenből származó Gerhard van Wou volt. A harangot 1497. július 7-ről 8-ra virradó éjjel öntötték a székesegyház lábánál. Füles koronái és felső fele gótikus motívumokkal gazdagon díszített, palástján pedig a Szűzanya látható karjában a Kisjézussal. A harangon az alábbi gót betűkkel írt latin felirat olvasható: 
+ Laude / patronos / cano / glorioſa • • Fulgur / arcens / et / demones / malignos • Sacra / templis / a / populo / ſonanda • • Carmine / pulſo • • Gerhardus / wou / de / Campis / me / fecit • Anno / D[omi]ni / M . CCCC . XCUII
(Jelentése nagyjából a következő: Dicsőséges dicsérettel énekelek a védőszenteknek, elűzve a villámokat és a gonosz szellemeket, szólok az istentiszteletre, amelyet a nép énekszóval hirdet a dómban. A kampeni Gerhard Wou által készíttettem az Úr 1497. évében.)
A harangon 1984-ben egy hajszálrepedés meg, de a toronyban csak kisebb javításokat tudtak rajta végezni. 2004-ben végül ki kellett emelni a helyéről, de egy Nördlingenben végzett speciális felújítással sikerült megmenteni, és a hangját is visszanyerte. Azóta csak óvatosan használják, elsősorban műemlékvédelmi okokból. A harangozási rend szerint elsősorban a legnagyobb egyházi ünnepeken szólal meg. Bár hangja minden más harang fölé magasodik, egyedi hangspektrumát csak akkor lehet megtapasztalni, ha egyedül szólal meg. Amikor a Gloriosát használják, mindig az első harangként szólal meg, az összes többi erfurti templomi harang csak utána kondul meg.

### A többi harang
A Gloriosa fölött egy emelettel magasabban lévő fából készült harangszéken egy négy harangból álló, ezüstharangoknak nevezett kis, független harangcsoport lóg. Közöttük van az archaikus, méhkas alakú Cantabona, amelyet Hans Sinderam 1492-ben öntött.
A Dreifaltigkeitsglocke és a Nicolaus Jonas Sorber által készített Johannesglocke egy ötrészes barokk harangegyüttes maradványai, amelynek a háborúkban elpusztult harangjait Franz Peter Schilling harangöntő mester 1961-ben Apoldában azonos hangmagassággal és azonos nevekkel újraöntötte. A Dreifaltigkeitsglocke vállán a következő latin felirat olvasható: ANDREAS EWALDT HOHENGANDERANUS EICHSFELDIACUS HUIUS ECCLESIAE B.M.VIRG. CANONICUS PAITULARIS QUONDAM PAROCHUS HANC QUOQUE CAMPANAM IN HONOREM S. TRIN. SUMPTIBUS SUIS FUNDI CURAVIT. D.X.JUL. 1721. A Johannesglocke vállán az alábbi latin nyelvű felirat olvasható: HAEC CAMPANA STI (sic!) JOANNIS BAPTISTAE NOMINE INSIGNITA SVMPTIBVS ETIAM DECANI CHRISTOPHORI MATTHIAS FUSA EST. 23. JVLI ANNO 1720. N.J.SORBER GOS MICH. A Paulusglocke a magas kórus fölötti huszártoronyban függ. A két óraharang, a Martha (a teljes órák jelzéséhez) és az Elisabeth (a negyedórákhoz) rövidített palásttal kerültek kialakításra, és mereven a központi torony lanternájában függesztették fel őket. Ezenkívül a Wandlungsglocke, amely 2009-ig a huszártoronyban szólt, most a középső toronyban található a kis Elisabethglockéval együtt, és a Gloriosa alatti régi toronyórába szerelve az órákat üti.

### A harangok adatai
| Szám | Név                  | Öntés éve  | Harangöntő                        | Átmérő (mm) | Tömeg (kg) | Hangmagasság (félhang = 8/16) | Elhelyezkedés               |
| ---- | -------------------- | ---------- | --------------------------------- | ----------- | ---------- | ----------------------------- | --------------------------- |
| 1    | Gloriosa             | 1497       | Gerhardus de Wou, Erfurt          | 2560        | 11 450     | e0 +3                         | Középső torony, alsó szint  |
| 2    | Dreifaltigkeit       | 1721       | Nicolaus Jonas Sorber             | 1940        | 4900       | g0 +12                        | Északi torony               |
| 3    | Joseph               | 1961       | Glockengießerei Schilling, Apolda | 1840        | 4600       | a0 +8                         | Déli torony                 |
| 4    | Andreas              | 1961       | Glockengießerei Schilling, Apolda | 1540        | 2600       | c1 +11                        | Északi torony               |
| 5    | Christophorus        | 1961       | Glockengießerei Schilling, Apolda | 1360        | 1900       | d1 +10                        | Déli torony                 |
| 6    | Johannes Baptist     | 1720       | Nicolaus Jonas Sorber             | 1190        | 1000       | e1 +7                         | Déli torony                 |
| 7    | Cosmas und Damian    | 1625       | Jakob König, Erfurt               | 750         | 200        | des2                          | Középső torony, felső szint |
| 8    | Cantabona            | 1492       | Hans Sinderam                     | 650         | 300        | g2                            | Középső torony, felső szint |
| 9    | Engelchen            | 1475 körül | Claus von Mühlhausen, Erfurt      | 550         | 125        | as2                           | Középső torony, felső szint |
| 10   | Namenlose (Névtelen) | 1475       | Meister Peter                     | 500         | 75         | b2                            | Középső torony, felső szint |
| 11   | Wandlungsglocke      | 1961       | Glockengießerei Schilling, Apolda | 550         | 100        | f2                            | Huszártorony                |
| 12   | Paulusglocke         | 2009       | Br. Michael Reuter, Maria Laach   | 390         | 42         | d3                            | Huszártorony                |
| I    | Martha               | 1961       | Glockengießerei Schilling, Apolda |             |            | e2                            | Lanterna                    |
| II   | Elisabeth            | 1961       | Glockengießerei Schilling, Apolda |             |            | gis2                          | Lanterna                    |

## Galéria

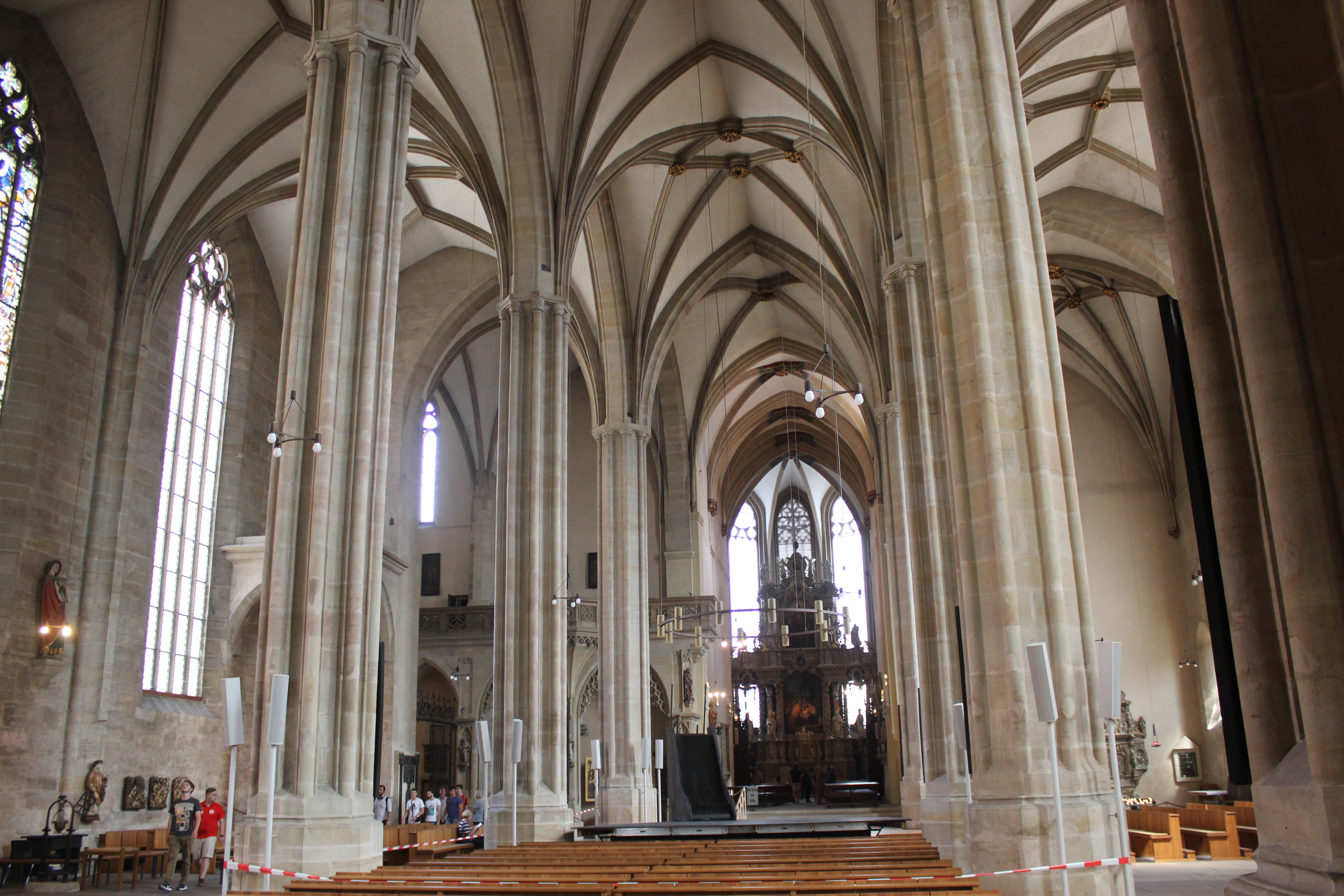
A csarnoktemplom kialakítású hajók és gótikus boltozatuk
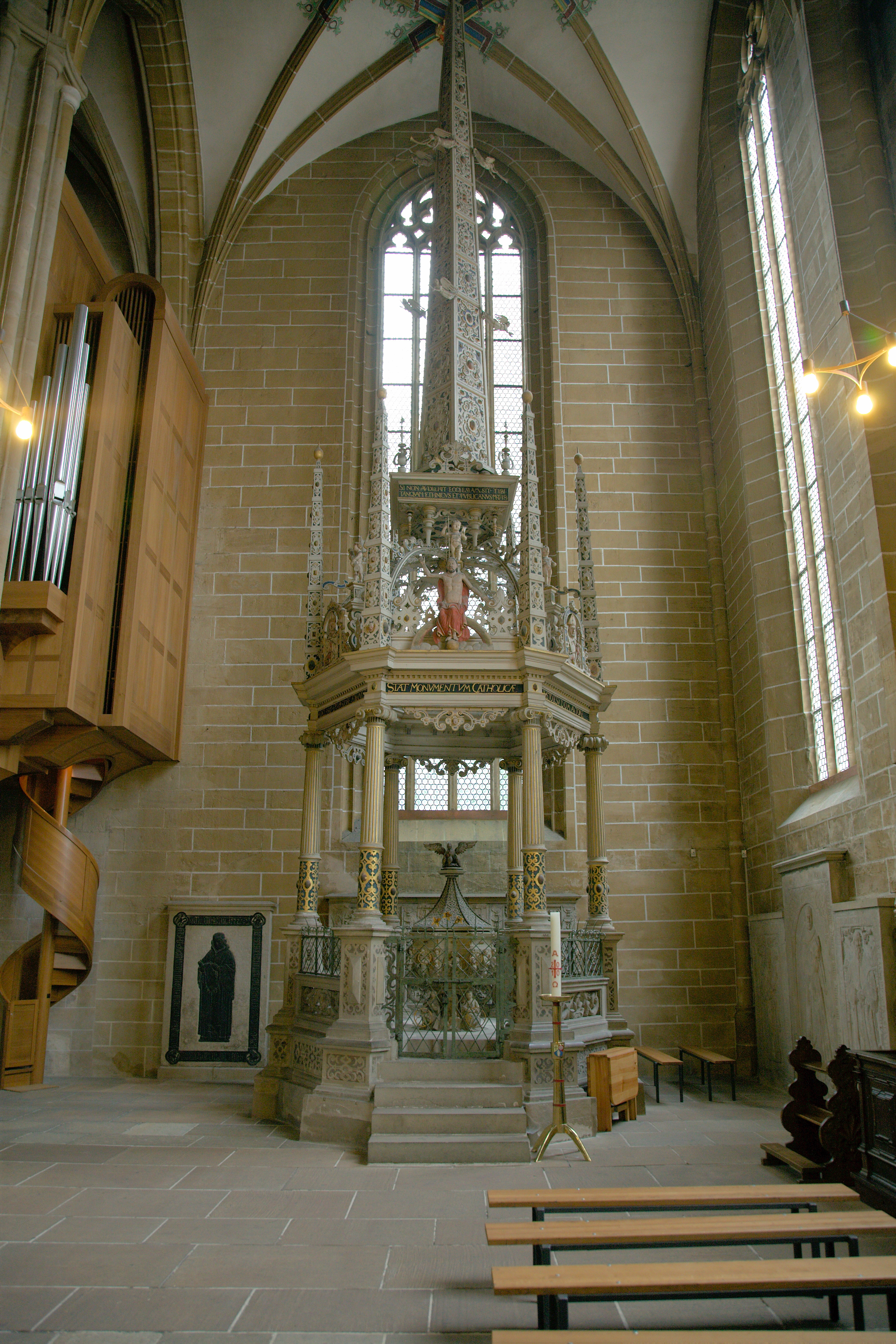
A gótikus keresztelőmedence
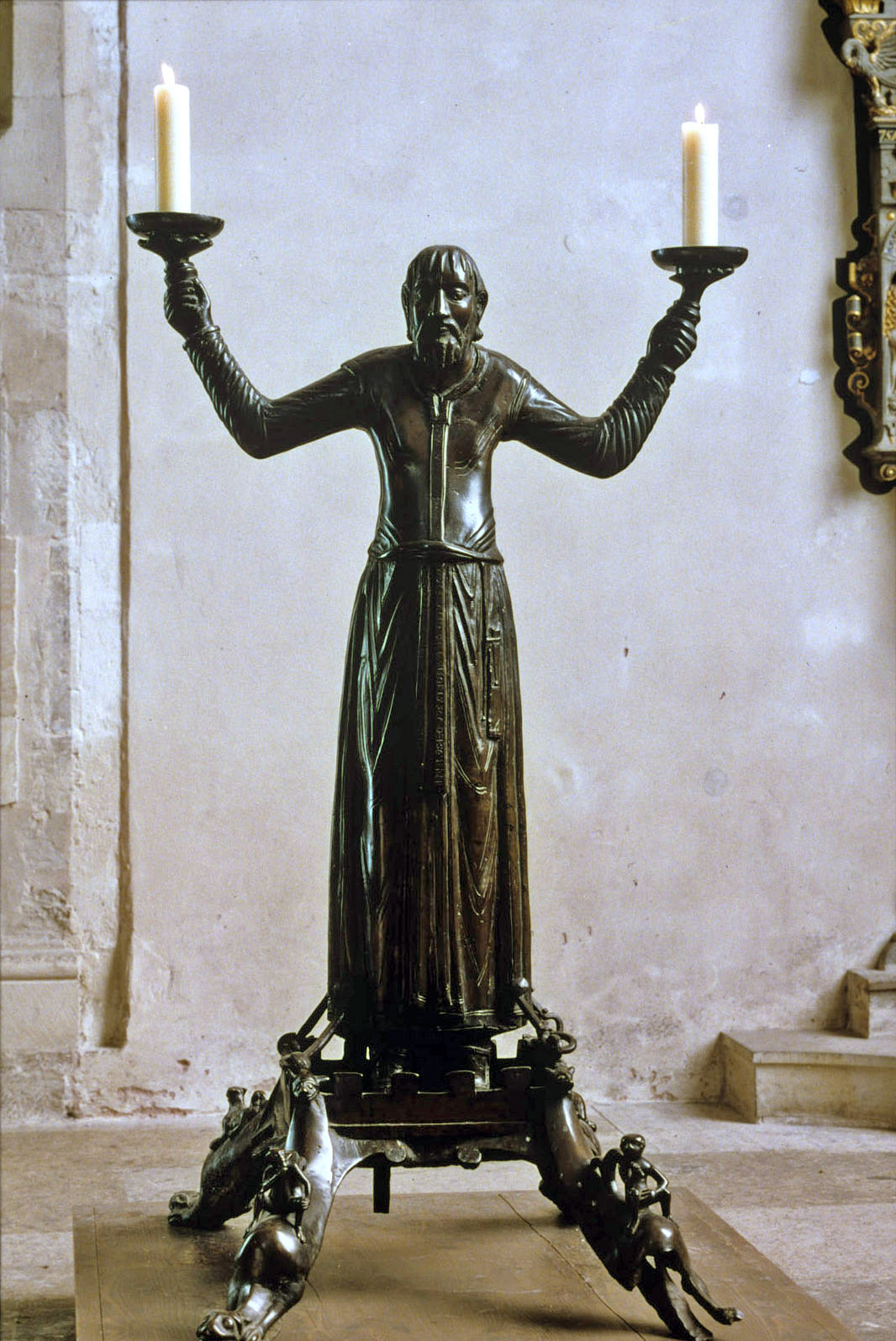
A középkori Wolframleuchter szobra
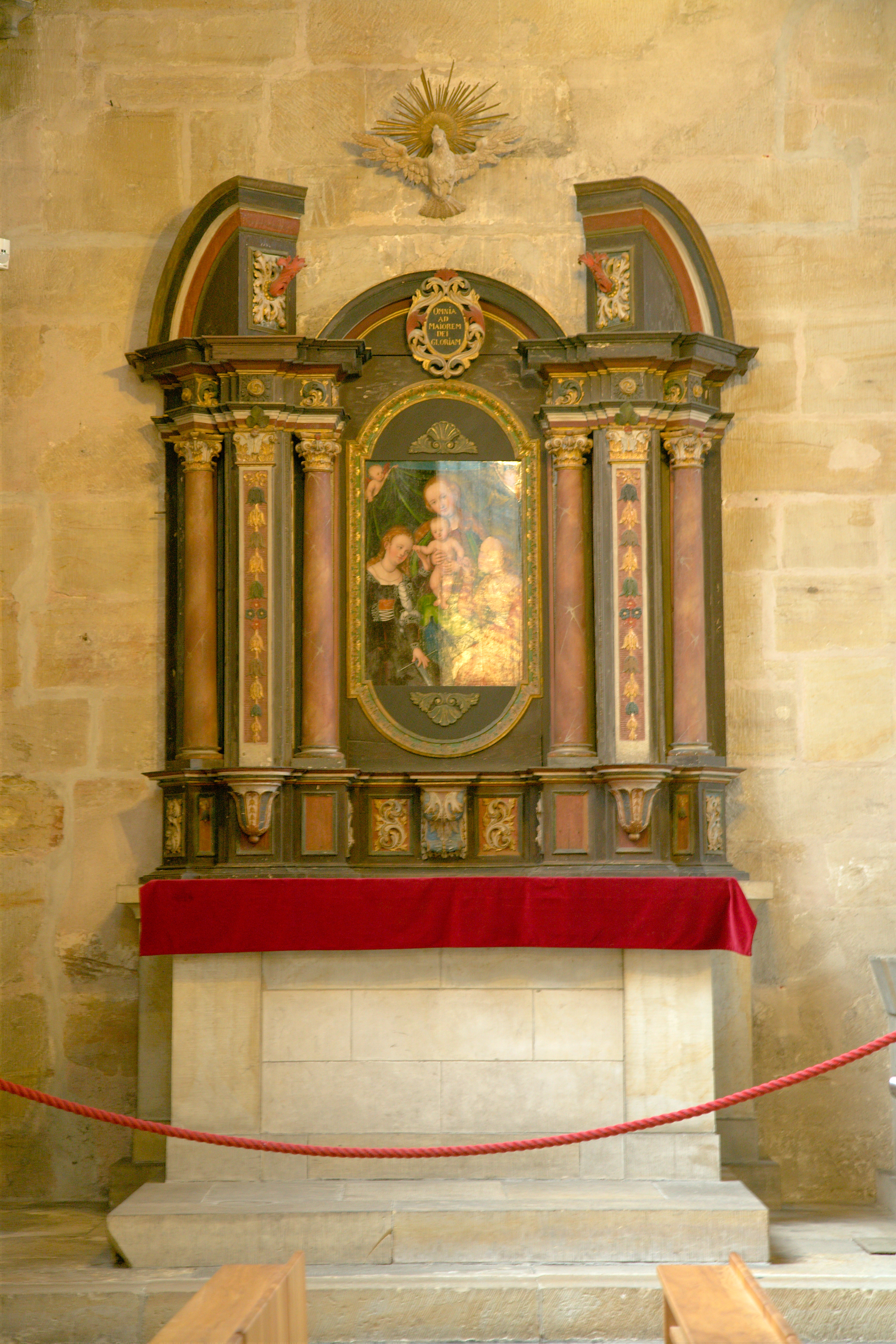
Mellékoltár id. Lucas Cranach Szent Katalin és a kis Jézus házassága című festményével

## Fordítás
- Ez a szócikk részben vagy egészben  az   Erfurter Dom című német Wikipédia-szócikk ezen változatának fordításán alapul.  Az eredeti cikk szerkesztőit annak laptörténete sorolja fel. Ez a jelzés csupán a megfogalmazás eredetét és a szerzői jogokat jelzi, nem szolgál a cikkben szereplő információk forrásmegjelöléseként.